# М'ясна крамниця
«М'ясна́ крамни́ця» (лат. Taberna macellaria) — картина італійського художника Аннібале Карраччі (1560—1609) на побутову тему з Оксфорду, Британія.

## Побутові картини Каррачі
Аннібалє Каррачі, відомий майстер фресок в палаці Фарнезе (Рим) і холоднувато-гарних релігійних творів, в ранній період творчості малював побутові картини. Це дозволяло тренувати пам'ять, руку, шукати вдалі композиції і сполучення фарб. Серед ранніх творів — «Селянин, що їсть сочевичну юшку» (бл. 1585 р.) і два варіанти «М'ясної крамниці».
«М'ясна крамниця» з двома фігурами (Кембел Арт М'юзеум) ще досить врівноважена за композицією і трохи несмілива. Двійко чоловіків пораються в крамниці серед дерев'яних колод і забитих тварин. Художник дбайливо вимальовує убогий інтер'єр приміщення і навіть не забув про облуплену стіну ліворуч.

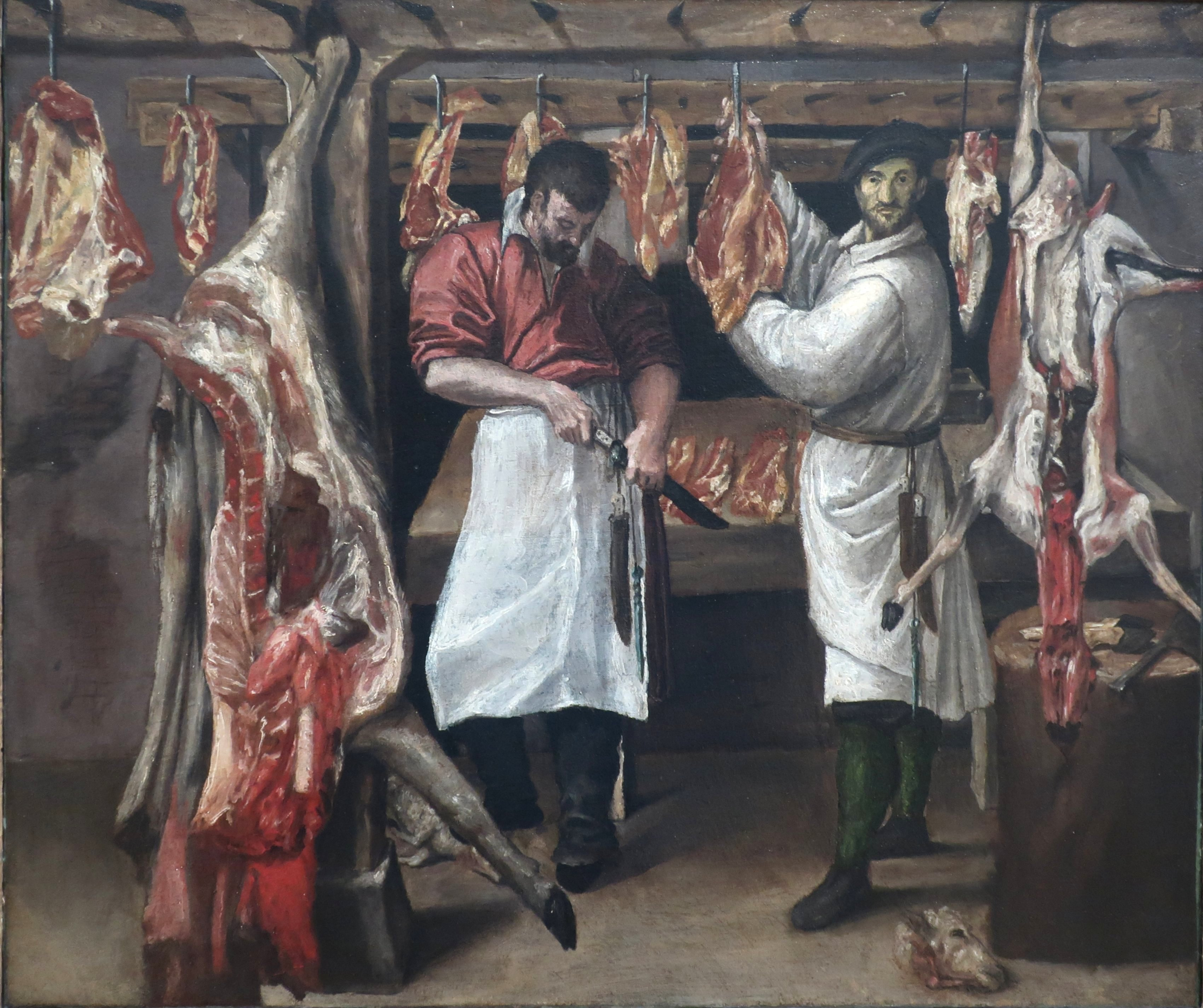
М'ясна крамниця, Кембел Арт Мьюзеум

## М'ясна крамниця
Значно цікавіший варіант картини, що зберігається в Оксфорді, Британія. Картина має більш видовжений розмір і рясно насичена персонажами, як мармуровий рельєф на давньоримському саркофагу. Тут і солдат зі списом у чудернацькому капелюсі з пером, і робітники, що вішають туші, і жінка, що спостерігає за їхньою працею. Художник примусив перегукуватись кольори: білий одяг брюнета з безміном — з білим жиром яловичини, а червоний одяг служки на підлозі — з червоним на солдаті зі списом. Усі у русі, зосередились на своїх діях, навіть солдат, що дістає гроші з калитки. Все достовірно і трохи смішно, як у короткій і жартівливій виставі ринкового балагану.
Картина на побутову тему дуже достовірно відтворює реальність і має невловимий бароковий присмак. Адже бароко як мистецька система і стиль зародилося в Італії саме в середині-кінці 16 століття. Дивним чином картина перегукується і з полотном невідомого послідовника Караваджо «Продавець фруктів» 17 століття (Ніколо Реньєрі ?, Бартоломео Манфреді ?, Москва), де теж метушиться продавець з терезами. Але це полотно належить іншому художнику і розвиненішому бароко 17 століття.